# Samsung Securities Cup 2000
La Samsung Securities Cup 2000 è stato un torneo di tennis facente parte della categoria ATP Challenger Series nell'ambito dell'ATP Challenger Series 2000. Il torneo si è giocato a del Sud Seul in Corea Del Sud dal 6 al 12 novembre 2000 su campi in cemento.

## Vincitori

### Singolare
Hyung-Taik Lee ha battuto in finale  Radek Štěpánek con il punteggio di 6–4, 6–4

### Doppio
Tim Crichton /  Ashley Fisher hanno battuto in finale  František Čermák /  Ota Fukárek con il punteggio di 6–4, 6–4